# Agrostis chamissonis
Agrostis chamissonis é uma espécie de gramínea do gênero Agrostis, pertencente à família Poaceae.